# Sarcosomataceae
Sarcosomataceae Kobayasi [= 'Sarcosomaceae'], J. Jap. Bot. 13: 516 (1937).
Sarcosomataceae è una famiglia di funghi appartenente all'ordine Pezizales.
In base ad una stima del 2008 la famiglia contiene 10 generi e 57 specie.
Gran parte delle specie crescono in zone temperate e sono saprofite, fruttificano legno e ceppaie marcescenti.

## Descrizione
I corpi fruttiferi (ascocarpi) producono aschi e ascospore; hanno la forma di disco o a cupola, di taglia media, più o meno sessili. Sono in gran parte gelatinosi e leggermente trasparenti quando umidi. Non hanno colori vivaci, di solito assumono sfumature che vanno dal marrone scuro al nero.
Gli aschi, a forma cilindrica e persistenti, hanno un opercolo spesso lievemente sub apicale.
Le spore sono allungate, lisce  e raramente ornate, ialine e multinucleate.
Il peridio è composto da ife intrecciate, spesso su una matrice gelatinosa di colore marrone scuro.

## Generi diSarcosomataceae
Il genere tipo è Sarcosoma. Altri generi sono:
- Conoplea
- Donadinia
- Galiella
- Korfiella
- Plectania
- Pseudoplectania
- Sarcosoma
- Selenaspora
- Strumella
- Urnula